# El Mehdi Malki
El-Mehdi Al-Malki (ar. المهدي المالكي ;ur. 1 stycznia 1988) – marokański judoka. Olimpijczyk z Londynu 2012, gdzie zajął dziewiąte miejsce w wadze ciężkiej.
Uczestnik mistrzostw świata w 2011, 2015, 2017. Startował w Pucharze Świata w latach: 2011, 2012 i 2014–2016. Zdobył siedem medali na mistrzostwach Afryki w latach 2010 – 2015. Triumfator igrzysk panarabskich w 2011. Mistrz igrzysk frankofońskich w 2013; trzeci w 2009 roku.

## Letnie Igrzyska Olimpijskie 2012
| Konkurencja | Eliminacje              | Eliminacje        | Klas. końcowa |
| Konkurencja | Przeciwnik I            | Przeciwnik II     | Miejsce       |
| ----------- | ----------------------- | ----------------- | ------------- |
| +100 kg     | Mohammad Rudaki (IRI) Z | Barna Bor (HUN) P | 9.            |